# Jürgen Stark (Ökonom)

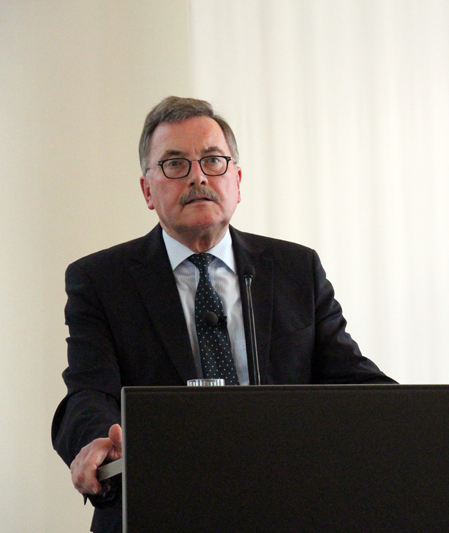
Jürgen Stark (2013)

Jürgen Stark (* 31. Mai 1948 in Gau-Odernheim) ist ein deutscher Ökonom. Er war von 2006 bis 2012 Chefvolkswirt und Mitglied im Direktorium der Europäischen Zentralbank (EZB). Am 9. September 2011 hatte er angekündigt, „aus persönlichen Gründen“ zurückzutreten, sobald ein Nachfolger gefunden sei. Zuvor waren die Direktoriumsmitglieder Jörg Asmussen und Benoît Cœuré für den Posten favorisiert; am 3. Januar 2012 wurde bekannt, dass Peter Praet neuer Chefvolkswirt der EZB werden soll.

## Leben
Von 1968 bis 1973 absolvierte Stark ein wirtschaftswissenschaftliches Studium an der Universität Hohenheim und an der Eberhard Karls Universität Tübingen. Er wurde 1975 zum Doktor der Wirtschaftswissenschaften promoviert. Von 1978 bis 1988 war er als Referent der Abteilung Wirtschaftspolitik im Bundesministerium für Wirtschaft tätig. In den Jahren 1988 bis 1992 war er Leiter des Referats Außenwirtschaft, Geld und Währung, Finanzmärkte im Bundeskanzleramt. Während dieser Zeit fiel die Mauer, zerfiel der Ostblock, endete die deutsche Teilung; am 1. Juli 1990 wurde die D-Mark gesetzliches Zahlungsmittel in der DDR. Ab Oktober 1992 war er Leiter der Unterabteilung Nationale Währungspolitik, Kapitalmarktpolitik, Finanzplatz Deutschland, Kreditaufnahme im Bundesministerium der Finanzen.
Von 1993 bis 1994 war Jürgen Stark als Leiter der Abteilung Internationale Währungs- und Finanzbeziehungen, Finanzbeziehungen der Europäischen Gemeinschaft im Bundesministerium der Finanzen tätig. 1995 bis 1998 war er Staatssekretär im Bundesministerium der Finanzen (unter Theo Waigel); dort war er maßgeblich an der Einführung des Euro beteiligt.
Ab September 1998 war er Vize-Präsident der Deutschen Bundesbank. Ab dem 1. Mai 2002 war Jürgen Stark im Vorstand der Deutschen Bundesbank für die Bereiche Internationale Beziehungen und Revision zuständig. Als Ernst Welteke April 2004 sein Amt als Bundesbankpräsident ruhen ließ, war Stark bis zur Bestellung von Axel A. Weber zum neuen Präsidenten Interimspräsident.
Im Juni 2006 wurde Stark Nachfolger Otmar Issings als Direktoriumsmitglied der Europäischen Zentralbank, gleichzeitig übernahm er auch einen Teil von dessen Aufgaben. Er verantwortete den Bereich „Volkswirtschaft“. Die Forschungsabteilung aus Issings ehemaligem Portfolio ging dagegen an EZB-Vizepräsident Loukas Papadimos.
Am 9. September 2011 kündigte Stark „aus persönlichen Gründen“ seinen Rücktritt von seinem Amt als Direktoriumsmitglied der EZB an. Später, im Dezember 2011, begründete er den Rücktritt mit seiner Unzufriedenheit über die Entwicklung der EU-Währungsunion. Nach Spiegel-Informationen schickte Stark im Januar 2012 einen Abschiedsbrief an die 1600 EZB-Beschäftigten. Darin kritisiere er das Verhalten der Institution in der Euro-Krise heftig. Er werfe seinen Ex-Kollegen im EZB-Rat vor, Entscheidungen getroffen zu haben, „die das Mandat der EZB ins Extreme gedehnt haben“. Er sehe das Risiko, dass die Notenbank wegen ihrer Aufkäufe am Anleihemarkt zunehmend „unter fiskalischer Dominanz operiere“. Es sei eine „Illusion zu glauben, dass die Geldpolitik große strukturelle und fiskalische Probleme in der Euro-Zone lösen kann“. Wann immer in der Geschichte sich eine Notenbank der Haushaltspolitik untergeordnet habe, habe sie Zugeständnisse bei ihrer eigentlichen Aufgabe – den Geldwert stabil zu halten – machen müssen. Die EZB habe sich in einen „Teufelskreis“ begeben.
Nähere Auskünfte zu seinem Rücktritt als Chefvolkswirt der EZB gab Stark im April 2012. Mit dem Rettungsplan für Griechenland 2010 und der damit verbundenen Haftung der anderen EU-Staaten für die Verbindlichkeiten von Griechenland, dem Aufkauf von Staatspapieren, der dann geschaffenen „Fazilität“ (EFSF) mit dem geplanten dauerhaften Stabilitätsmechanismus ESM „sei das Konzept für die Wirtschafts- und Währungsunion vollends auf den Kopf gestellt worden.“ „Das sei im Maastricht-Vertrag so nicht vorgesehen gewesen.“ Die Einmischung und die Forderungen der Politik gegenüber der EZB wollte er nicht mehr mittragen. 2014 meinte er: „Unser Geldsystem ist pure Fiktion und ich empfehle den Bürgern, einen Teil ihrer fiktionalen Ersparnisse zu schützen und in Gold und Silber anzulegen.“
Im August 2012 wurde bekannt, dass Stark in das Kuratorium der gemeinnützigen Bertelsmann Stiftung einzieht. Dabei wurde vor allem sein finanz- und wirtschaftspolitischer Sachverstand thematisiert.
Stark ist Kritiker eines dogmatischen Festhaltens am aus seiner Sicht unwissenschaftlichen 2%-Inflationsziel der EZB. Seiner Ansicht nach dämpfen heutzutage die zunehmende Globalisierung und technologische Neuerungen die Inflation nachhaltig, und zwanghaft das 2%-Ziel anzustreben bringe mehr Schaden als Nutzen. Eine niedrige Inflation wirke sich mittlerweile positiv auf das Wirtschaftswachstum aus, da sie das verfügbare Einkommen der privaten Haushalte erhöht und somit wie eine Steuererleichterung wirkt. Dies habe sich in den Jahren des Aufschwungs nach der Weltwirtschaftskrise 2009 gezeigt, insbesondere seit 2013, als niedrige Inflation zu substantiellem Wirtschaftswachstum und Kaufkraftsteigerungen führte.

## Auszeichnungen und Ehrungen
- 1997: Großes Silbernes Ehrenzeichen mit dem Stern für Verdienste um die Republik Österreich[14]
- 2004 Georg-Scheu-Plakette in Alzey
- Im Juni 2005 wurde Stark von der Wirtschaftswissenschaftlichen Fakultät der Universität Tübingen zum Honorarprofessor berufen.[15]
- 2015: Niedersächsischer Verdienstorden (am Bande)